# Stefan Šćepović
Stefan Šćepović (10 de gener de 1990) és un futbolista serbi.
Comença la seua carrera professional al OFK Beograd el 2008. Ha jugat als clubs Partizan, Sporting de Gijón, Celtic, Getafe CF i Fehérvár.
Va debutar amb la selecció de Sèrbia el 2012. Va disputar 8 partits amb la selecció de Sèrbia.

## Estadístiques
| Selecció de Sèrbia | Selecció de Sèrbia | Selecció de Sèrbia |
| Anys               | Partits            | Gols               |
| ------------------ | ------------------ | ------------------ |
| 2012               | 4                  | 0                  |
| 2013               | 3                  | 1                  |
| 2014               | 1                  | 0                  |
| Total              | 8                  | 1                  |